# Arroyo del Tigre (Salto)
El arroyo del Tigre es un curso de agua uruguayo que atraviesa el departamento de  Salto perteneciente a la cuenca hidrográfica del Río de la Plata.
Nace en la Cuchilla de Haedo y desemboca en el arroyo Mataojo Grande.